# Francisco Javier Carratalá Utrilla
Francisco Javier Carratalá Utrilla (Alacant, 3 de desembre de 1830 - Madrid 1871) fou un periodista i polític valencià, diputat a Corts durant el sexenni democràtic.

## Biografia
Pertanyia a una família modesta i va fer pocs estudis. Treballà com a tipògraf i esdevingué periodista polític a diaris com La Flor, Diario de Alicante i El Boletín Comercial y de Anuncios, treballant amb Carlos Navarro Rodrigo.
Durant l'epidèmia de còlera de 1854 fou ajudant del governador civil Trino González de Quijano i li fou concedida la Creu de primera classe de l'Ordre Civil de Beneficència.
Posteriorment va fundar el diari La Unión Liberal, però es decantà pel Partit Progressista, del que n'esdevindria cap a Alacant el 1865, i va fundar El Eco de ALicante, òrgan del partit a la província d'Alacant. Des del 1866 va participar en activitats conspiratives amb els exiliats, raó per la qual fou bandejat a Fernando Poo, però se n'escapolí passant a la clandestinitat. El 1867 s'establí a Madrid, on fundà el periòdic La Iberia i participà en les converses que aconseguiren que la Unió Liberal participés en la coalició política que va dirigir la Revolució de 1868, durant la qual fou membre de la Junta Revolucionària Interina.
Un cop triomfà la revolució, fou nomenat comandant del Batalló de Voluntaris de la Llibertat del districte de La Latina (Madrid) i oficial del ministeri de Governació. A les eleccions generals espanyoles de 1869 fou elegit diputat per Alacant. Fins a la seva mort fou secretari del Congrés dels Diputats i membre de les comissions d'Interior i d'Actes.